# Diaphorus quadratus
Diaphorus quadratus är en tvåvingeart som beskrevs av Van Duzee 1915. Diaphorus quadratus ingår i släktet Diaphorus och familjen styltflugor. Inga underarter finns listade i Catalogue of Life.